# Chromodoris pantharella
Chromodoris pantharella is een slakkensoort uit de familie van de Chromodorididae. De wetenschappelijke naam van de soort is voor het eerst geldig gepubliceerd in 1879 door Bergh.